# Чернокрылая пигалица
Чернокрылая пигалица (лат. Vanellus melanopterus) — вид птиц из семейства ржанковых. Выделяют два подвида.

## Распространение
Обитают в Африке. Подвид V. m. melanopterus распространён от Эфиопского нагорья на севере до центральной части Кении, а подвид V. m. minor на востоке ЮАР.

## Описание
Длина тела 26-27 см; масса 163—214 г (подвид minor). На грудке чёрная полоса. Голова серого цвета. Нижняя часть тела белая.

## Биология
Существенную часть рациона составляют термиты. Также питаются чернотелками и муравьями. Яйца довольно крупные и тёмные. В кладке их обычно три.
МСОП присвоил виду охранный статус LC.